# Matthias Lehmann (football)
Pour les articles homonymes, voir Matthias Lehmann et Lehmann.
Matthias Lehmann est un footballeur allemand, né le 28 mai 1983 à Ulm en Allemagne. Il évolue comme milieu défensif.

## Carrière

### International
Matthias Lehmann est sélectionné avec l'Allemagne espoirs entre 2004 et 2006 pour 2 buts en 16 sélections.

## Palmarès
Néant